# Kirche der Gottesmutter von Częstochowa (Drygały)
Die Kirche der Gottesmutter von Częstochowa in Drygały (Drygallen, 1938–1945 Drigelsdorf) ist ein Bauwerk aus der ersten Hälfte des 18. Jahrhunderts. Es war bis 1945 Gotteshaus für das ostpreußische Kirchspiel Drygallen und ist heute Pfarrkirche der Pfarrei Drygały in Polens Woiwodschaft Ermland-Masuren.

## Lage
Drygały ist ein Dorf im südlichen Osten der Woiwodschaft Ermland-Masuren und liegt an der Woiwodschaftsstraße 667 zwischen den Städten Biała Piska (deutsch Bialla, 1938–1945 Gehlenburg) und Ełk (Lyck). Der Ort ist Bahnstation an der Bahnstrecke Olsztyn–Ełk.
Der Standort der Kirche befindet sich auf einer kleinen Anhöhe in der südlichen Ortsmitte östlich der ulica Sienkiewicza genannten Hauptstraße.

## Kirchengebäude

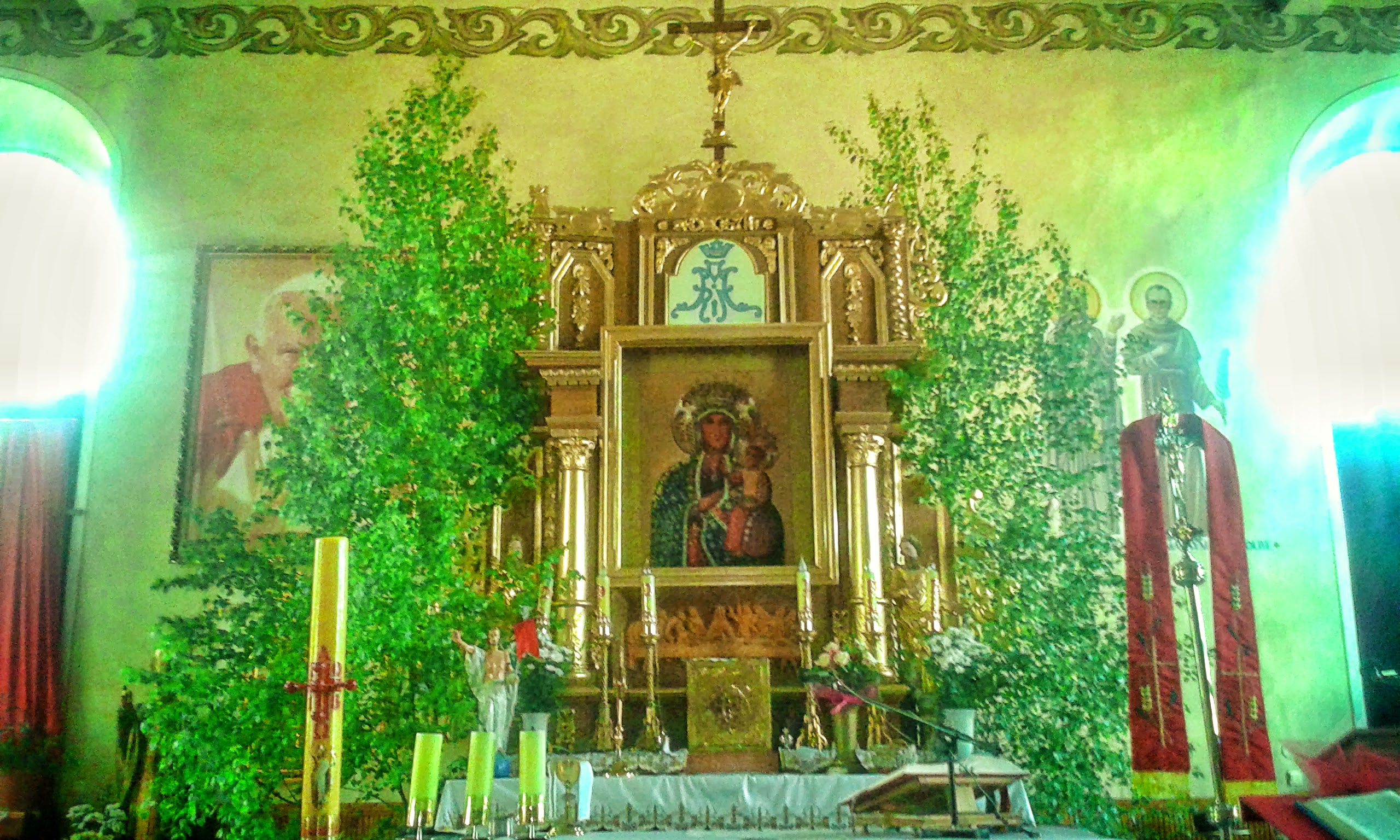
Festlich geschmückter Barockaltar der Kirche in Drygały (Drygallen/Drigelsdorf)

Bereits im Jahre 1438 wurde in Drygallen eine Kirche erwähnt. Beim Mongolensturm von 1656 ging sie in Flammen auf. Der Nachfolgebau von 1660 war 1729 baufällig, dass er 1830 aufgegeben und abgerissen werden musste.
Zwischen 1732 und 1734 entstand auf dem Kirchenberg ein Neubau, der am 29. September 1734 eingeweiht wurde: Die einfach gegliederte, verputzte Saalkirche mit wuchtigem eingezogenen Kirchturm mit Haube samt einer Wetterfahne von 1732. Die Bauausführung geschah unter dem architektonischen Einfluss des ostpreußischen Baumeisters Joachim Ludwig Schultheiß von Unfriedt. Altar und Kanzel stammten aus dem 17. und 18. Jahrhundert und wurden erst später zu einem Kanzelaltar zusammengefügt – nach 1945 dann wieder getrennt. Eine Taufschale aus Messing mit dem Sündenfall wurde im 17. Jahrhundert gefertigt, während gut gearbeitete und ebenfalls aus Messing hergestellte Stand- und Kronleuchter aus der Mitte des 17. Jahrhunderts stammten.
Im Jahr 1860 erhielt die Kirche eine Orgel, die von Schmerberg in Gumbinnen (heute russisch Gussew) gebaut wurde. Vorausgegangen war in dem Jahr eine umfangreiche Reparatur der Kirche.
Die Glocken waren Gusswerke westfälischer Metall- und Glockengießer in Bochum.
Nach 1945 wurden aufgrund der Übernahme des Gebäudes durch die Römisch-katholische Kirche in Polen mehrfache Veränderungen vorgenommen und das Gotteshaus der Gottesmutter von Tschenstochau gewidmet.

## Evangelische Kirchengemeinde
Bereits 1436 – also in vorreformatorischer Zeit – gab es in Drygallen eine Kirche. Die Reformation hielt hier früh Einzug, so dass bereits für 1538 ein lutherischer Pfarrer erwähnt wurde, dem nach 1560 und bis 1814 ein zweiter Geistlicher beigegeben wurde. Bis 1715 war die Pfarrei der Inspektion Lyck (heute polnisch Ełk) zugeordnet; bis 1945 gehörte sie zum Kirchenkreis Johannisburg in der Kirchenprovinz Ostpreußen der Evangelischen Kirche der Altpreußischen Union. Im Jahr 1725 zählte das Kirchspiel Drygallen 4.400 Gemeindeglieder, die in der Mehrzahl außerhalb des Kirchdorfes wohnten.
Flucht und Vertreibung der einheimischen Bevölkerung machten dem Leben der evangelischen Gemeinde ein Ende. Die heute hier lebenden wenigen evangelischen Kirchenglieder gehören jetzt zur Kirchengemeinde in Biała Piska (Bialla, 1938–1945 Gehlenburg), einer Filialgemeinde der Pfarrei Pisz (Johannisburg) in der Diözese Masuren der Evangelisch-Augsburgischen Kirche in Polen.

### Kirchspielorte (bis 1945)
Zum Kirchspiel Drygallen bzw. Drigelsdorf gehörten mehr als 20 Dörfer, Ortschaften und Wohnplätze:
| Name                                     | Änderungsname 1938 bis 1945 | Polnischer Name    |
| ---------------------------------------- | --------------------------- | ------------------ |
| Annafelde                                |                             | Iłki               |
| (Groß) Brennen bis 1907 Groß Pogorzellen |                             | Pogorzel Wielka    |
| Danielshof                               |                             |                    |
| Dombrowken                               | Altweiden                   | Dąbrówka Drygalska |
| *Drygallen                               | Drigelsdorf                 | Drygały            |
| *Dupken                                  | Lindensee                   | Lipowskie          |
| Goullonshof                              |                             | Skupie             |
| Jeglinna, Waldhaus                       |                             | Jeglina            |
| Jurgasdorf                               |                             | Zaskwierki         |
| Klarashof                                |                             | Klarewo            |
| Klein Pogorzellen                        | (ab 1930) Brandau           | Pogorzel Mała      |
| Koslowen                                 | Wildfrieden                 | Kozłowo            |
| Legenthof                                |                             | Drogosław          |
| *Mysken                                  | Misken                      | Myszki             |
| Neu Drygallen                            | Neudrigelsdorf              | Nowe Drygały       |
| *Nittken                                 |                             | Nitki              |
| Pölken                                   |                             |                    |
| *Ruhden                                  |                             | Ruda               |
| *Sabielnen                               | Freundlingen                | Zabielne           |
| *Salleschen                              | Offenau                     | Zalesie            |
| *Schlagakrug                             |                             | Bemowo Piskie      |
| Schlagamühle                             |                             | Młynno             |
| *Sulimmen                                |                             | Sulimy             |
| Valenzinnen                              |                             | Falęcin            |
| Valisko                                  |                             |                    |
| Worgullen                                |                             | Worgule            |

### Pfarrer (bis 1945)
An der Kirche Drygallen amtierten bis 1945 als evangelische Geistliche die Pfarrer:
- Stanislaus Gorzicalla, 1538
- Stanislaus Labielski, bis 1564
- Paul Drygalski, 1567–1596
- Martin Gadzalius, bis 1593
- Martin Drygalski, 1594–1612
- Friedrich Ferrarius, ab 1596
- Thomas Kerstein, 1638–1650
- Martin Sabielnus, 1638–1657
- Christian Orlowius, 1651–1677
- Georg Swinda, 1657–1658
- Albert Knopka, 1658–1668
- Michael Ambrosius, 1668–1707
- Christoph Oberhüber, 1677–1710
- Johann Oberhüber, 1707–1710
- Johann Corsepius, 1708–1710
- Michael Sartorius, 1710
- Paul Olschewius, 1710–1730
- Jacob Urbanus, 1711–1735
- Reinhold Orlowius, 1730–1769
- Paul Bernhard Trentovius, 1735–1740
- Johann Theodor Sartorius, 1741–1748
- Christoph Mäding, 1749–1755
- Michael Nikutowski, 1756–1774
- Michael Horn, 1769–1771
- Friedrich Albert Kiehl, 1771–1814
- Jacob Hambruch, 1774–1786
- Gottlieb Stern, 1787–1803
- Christian Sadowski, 1803–1809
- Johann Samuel Fischer, 1809–1814
- Johann Sebastian Schultz, 1814–1830
- Paul Nathanael Paulini, 1830–1845
- Karl Ferdinand Marcus, 1846–1867
- Gottlieb Treskatis, 1868–1871[8]
- Julius Emil Alexander Gayk, 1872–1884
- Otto Carl Julius Meißner, 1885–1909
- Heinrich Conrad Skowronski, 1909–1913
- Alfred G. Petersdorff, 1913–1933
- Bruno Braczko, 1933–1945

### Kirchenbücher
Von den Kirchenbuchunterlagen der Pfarre Drygallen bzw. Drigelsdorf haben sich einige erhalten. Die Deutsche Zentralstelle für Genealogie in Leipzig verwahrt sie:
- Taufen 1781–1824 und 1844–1874.

## Katholische Kirche
Vor 1945 lebten nur wenige Katholiken in Drygallen bzw. Drigelsdorf. Sie waren in die römisch-katholische Kirche in Johannisburg im Dekanat Masuren II (Sitz: Johannisburg) im Bistum Ermland eingepfarrt.
Nach 1945 siedelten sich in Drygały zahlreiche polnische Neubürger an, die fast ausnahmslos römisch-katholischer Konfession waren. Es bildete sich hier eine Gemeinde, die das bisher evangelische Gotteshaus als ihre Kirche reklamierte.
Im Jahre 1962 wurde Drygały zur Pfarrei erhoben, die – wie schon die Kirche – der Gottesmutter von Tschenstochau gewidmet wurde. Sie ist in das Dekanat Biała Piska im Bistum Ełk der Römisch-katholischen Kirche in Polen eingegliedert. In Pogorzel Wielka ((Groß) Brennen, bis 1907 Groß Pogorzellen) entstand eine Filialgemeinde.